# Dragon Magazine
 (février 2024).
Si vous disposez d'ouvrages ou d'articles de référence ou si vous connaissez des sites web de qualité traitant du thème abordé ici, merci de compléter l'article en donnant les références utiles à sa vérifiabilité et en les liant à la section « Notes et références ».
Dragon Magazine est l'une des deux revues officielles du jeu de rôle Donjons et Dragons, l'autre étant Dungeon. Fondée en 1976 aux États-Unis, une édition française a également été publiée dès 1991. Depuis 2007, Dragon Magazine n'est publiée qu'en support numérique sur Internet.
Plutôt orienté heroic fantasy le magazine parle aussi de science-fiction mais aussi de diverses mythologies.

## Histoire
En 1975, TSR, Inc. commence à publier The Strategic Review. À l'époque, les jeux de rôle sont encore perçus comme un sous-genre des jeux de guerre et le magazine n'est pas seulement conçu pour lancer Donjons et Dragons et les autres jeux de TSR, mais aussi pour parler des jeux de guerre en général. Très vite, cependant, la popularité et le développement de Donjons et Dragons rendent évident que le jeu a non seulement pris son autonomie par rapport à ses origines de jeu de guerre, mais a également créé un nouveau marché à lui tout seul.
TSR annule The Strategic Review l'année suivante après seulement sept numéros et la remplace par deux magazines : Little Wars, qui traite du Jeu de figurines et The Dragon, qui traite des jeux de rôle. Après 13 numéros, Little Wars cesse de paraître et son contenu est incorporé dans The Dragon à partir du numéro 24. The Dragon deviendra ensuite Dragon Magazine et finalement Dragon tout court.
L'éditeur initial est TSR Inc, racheté en 1997 par Wizards of the Coast (WotC). La revue s'intitule d'abord The Dragon ; le premier numéro paraît en juin 1976. Le logo change au numéro 27 de juillet 1979 ; l'article the diminue de taille au numéro 31 de novembre 1979 puis finit par disparaître ; le magazine change de nom pour s'appeler simplement Dragon au numéro 39 de juillet 1980.
En 2002, WotC donne la licence à Paizo Publishing pour éditer la revue ; cette collaboration débute avec le numéro 299, et dure jusqu'au numéro 359 de septembre 2007. Le 19 avril 2007, WotC annonce l'arrêt de la publication papier de Dragon, mais autorise Paizo à continuer la publication pour permettre leur reconversion et finir de publier la campagne Adventure Path en cours. Depuis septembre 2007, la revue n'est plus éditée qu'au format numérique sur Internet.

## L'édition française
En 1991 Hexagonal se lance dans la publication en kiosque d’un magazine de jeux de rôle. En effet, depuis le début des jeux de rôle, plusieurs magazines (et fanzines de qualité) ont vu le jour : Casus Belli, Runes, Info-Jeux, Dragon Radieux, Chroniques d'outre-monde, Graal. Dragon Magazine en français rencontre rapidement une très large audience et voit son tirage passer en quelques numéros, de 8 000 à plus de 20 000 exemplaires. Le no 0 sorti distribué exclusivement en magasins spécialisés devient  un « collector » que les amateurs recherchent assidûment.
Ce magazine a, à plusieurs reprises, changé de nom au cours de sa carrière à l'instar de Strategic Review.
Tout d'abord Dragon® Magazine de septembre 1991 à janvier 1999, puis Multimondes de février 1999 à mai 2000. Ensuite est paru D20 Magazine de mai 2001 à avril 2005 avec la même équipe mais plus tourné vers le jeu de rôle en particulier.
En 1998, à la suite de problèmes avec TSR lors du rachat par Wizards of the Coast, la publication de Dragon Magazine s'arrête au numéro 45 (parution en décembre 1998).